# Seth Rider
Pour les articles homonymes, voir Rider.
Seth Francis Rider, né le 6 mars 1997 à Germantown dans le Tennessee, est un triathlète américain. Il est médaillé d'argent en relais mixte lors Jeux olympiques de Paris en 2024.

## Biographie

### Carrière en triathlon
Il participe aux Jeux olympiques de la jeunesse de 2014 dans le relais mixte, il effectue le premier relais en 20 min 19 en restant dans le top 10 avec une médaille d'argent à l'arrivée.
Seth Rider participe aux séries du championnat mondial élite à partir de l'édition 2017.
En 2021, il fait partie de l'équipe des États-Unis qui remporte l'or lors des championnats du monde de triathlon en relais mixte à Montréal. Il remporte une médaille d'argent au relais mixte aux Jeux panaméricains de 2023 en plus de terminer cinquième dans la course individuelle.
Aux Jeux olympiques de Paris 2024, il participe d'abord à l'épreuve individuelle où il termine à la 29e position à 4 min 20 s du champion britannique Alex Yee. Il remporte avec Taylor Knibb, Morgan Pearson et Taylor Spivey la médaille d'argent de l'épreuve en relais mixte.

## Palmarès
Le tableau présente les résultats les plus significatifs (podium) obtenus sur le circuit international de triathlon depuis 2018,.
| Année | Compétition                                      | Pays       | Position           | Temps           |
| ----- | ------------------------------------------------ | ---------- | ------------------ | --------------- |
| 2024  | Ironman 70.3 Italie                              | Italie     | Médaille de bronze | 3 h 46 min 6 s  |
| 2022  | Coupe d'Europe - l'étape de Quarteira            | Portugal   | Médaille d'argent  | 1 h 46 min 30 s |
| 2018  | Coupe panaméricaine - l'étape sprint de Clermont | États-Unis | Médaille de bronze | 54 min 31 s     |

| Année | Compétition        | Pays   | Position           | Temps           |
| ----- | ------------------ | ------ | ------------------ | --------------- |
| 2024  | Jeux Olympiques    | France | Médaille d'argent  | 1 h 25 min 40 s |
| 2023  | Jeux panaméricains | Chili  | Médaille d'argent  | 1 h 15 min 26 s |
| 2022  | WTS Montréal       | Canada | Médaille d'or      | 1 h 27 min 44 s |
| 2021  | WTS Montréal       | Canada | Médaille d'or      | 1 h 25 min 27 s |
| 2019  | WTS Tokyo          | Japon  | Médaille de bronze | 1 h 27 min 9 s  |
| 2019  | WTS Edmonton       | Canada | Médaille de bronze | 1 h 20 min 30 s |
| 2018  | WTS Edmonton       | Canada | Médaille d'argent  | 1 h 19 min 31 s |